# Ligne 1 (métro de Bruxelles)
Pour les articles homonymes, voir Ligne 1.
La Ligne 1 est la plus ancienne des lignes du métro de Bruxelles. Dans les années 1970, c’était une ligne de prémétro dans laquelle des tramways circulaient entre un terminus provisoire « Sainte-Catherine » en surface à l’emplacement actuel de la station souterraine Sainte-Catherine / Sint-Katelijne et la station Schuman ; les tramways poursuivaient alors leur itinéraire en surface. C’est également la première ligne de « vrai » métro bruxellois. 
Elle a un tracé global est-ouest. Elle a deux branches : la ligne 1A et la ligne 1B. Entre les stations Beekkant (à l’ouest) et Merode (à l’est), le tracé est commun. Les rames alternent : une rame sur deux la ligne 1A, l’autre, la ligne 1B. À partir de Beekkant, la ligne 1A et la ligne 1B utilisent le tracé d’une ligne de chemin de fer. La Gare du Pannenhuis et la Gare de l’Ouest étaient jadis des gares utilisées par les chemins de fer, en semaine, à certaines heures.
Depuis le 4 avril 2009, le tracé de cette ligne a été sensiblement modifié : la ligne 1 ne parcourt plus que l’ancienne ligne 1B, mais seulement de Stockel à la station « Gare de l’Ouest ». La ligne 5 reprenant la branche Sud-Ouest de l’ancienne ligne 1B (de Beekkant à Érasme).

## Ligne 1A
- Roi Baudouin / Koning Boudewijn
- Heysel / Heizel
- Houba-Brugmann
- Stuyvenbergh
- Bockstael
- Pannenhuis
- Belgica
- Simonis
- Osseghem / Ossegem
- Beekkant
- Étangs Noirs / Zwarte Vijvers
- Comte de Flandre / Graaf van Vlaanderen
- Sainte-Catherine / Sint-Katelijne
- De Brouckère
- Gare Centrale / Centraal Station
- Parc / Park
- Arts-Loi / Kunst-Wet
- Maelbeek / Maalbeek
- Schuman
- Merode
- Thieffry
- Pétillon
- Hankar
- Delta
- Beaulieu
- Demey
- Herrmann-Debroux

## Ligne 1B
- Érasme / Erasmus
- Eddy Merckx
- CERIA / COOVI
- La Roue / Het Rad
- Bizet
- Veeweyde / Veeweide
- Saint-Guidon / Sint-Guido
- Aumale
- Jacques Brel
- Gare de l’Ouest / Weststation
- Beekkant
- Étangs Noirs / Zwarte Vijvers
- Comte de Flandre / Graaf van Vlaanderen
- Sainte-Catherine / Sint-Katelijne
- De Brouckère
- Gare Centrale / Centraal Station
- Parc / Park
- Arts-Loi / Kunst-Wet
- Maelbeek / Maalbeek
- Schuman
- Merode
- Montgomery
- Joséphine-Charlotte
- Gribaumont
- Tomberg
- Roodebeek
- Vandervelde
- Alma
- Crainhem / Kraainem
- Stockel / Stokkel

## Schéma (Station Beekkant)
À Beekkant :
- les rames 1A venant de l’est rebroussaient chemin et poursuivaient leur route en direction de Roi Baudouin
- les rames 1B venant de l’est poursuivaient leur route en direction de Érasme